# Campeonato Mundial de Tiro al Blanco Móvil de 2008
El VIII Campeonato Mundial de Tiro al Blanco Móvil se celebró en Pilsen (República Checa) entre el 18 y el 26 de octubre de 2008 bajo la organización de la Federación Internacional de Tiro Deportivo (ISSF) y la Federación Checa de Tiro Deportivo.
Las competiciones se realizaron en el Campo de Tiro de Lobzy, ubicado en la parte este de la ciudad checa. 

## Resultados

### Masculino
| Evento                            | Oro                                     | Plata                                 | Bronce                                         |
| --------------------------------- | --------------------------------------- | ------------------------------------- | ---------------------------------------------- |
| Blanco móvil 50 m (25.10)         | Krister Holmberg · Finlandia · 593 pts. | Maxim Stepanov · Rusia · 592+20 pts.  | Miroslav Januš · República Checa · 592+19 pts. |
| Blanco móvil 50 m (equipos)       | República Checa · 1763                  | Rusia · 1759                          | Ucrania · 1758                                 |
| Blanco móvil mixto 50 m (23.10)   | Alexandr Blinov · Rusia · 393+19        | Peter Pelach · Eslovaquia · 393+17    | Alexandr Zinenko · Ucrania · 391               |
| Blanco móvil mixto 50 m (equipos) | República Checa · 1169                  | Rusia · 1164                          | Suecia · 1160                                  |
| Blanco móvil 10 m (22.10)         | Emil Andersson · Suecia ·               | Miroslav Januš · República Checa ·    | Vladyslav Prianishnikov · Ucrania ·            |
| Blanco móvil 10 m (equipos)       | Ucrania · 1726                          | República Checa · 1714                | Rusia · 1711                                   |
| Blanco móvil mixto 10 m (20.10)   | Łukasz Czapla · Polonia · 383+18        | Krister Holmberg · Finlandia · 383+16 | Emil Andersson · Suecia · 382                  |
| Blanco móvil mixto 10 m (equipos) | Rusia · 1137                            | Ucrania · 1127                        | Hungría · 1125                                 |

- RM –  récord mundial

### Femenino
| Evento                            | Oro                                   | Plata                                    | Bronce                                 |
| --------------------------------- | ------------------------------------- | ---------------------------------------- | -------------------------------------- |
| Blanco móvil 10 m (22.10)         | Galina Avramenko · Ucrania ·          | Yulia Eidenzon · Rusia ·                 | Elena Neff · Alemania ·                |
| Blanco móvil 10 m (equipos)       | No realizado                          | No realizado                             | No realizado                           |
| Blanco móvil mixto 10 m (20.10)   | Galina Avramenko · Ucrania · 381 pts. | Viktoriya Zabolotna · Ucrania · 376 pts. | Kateryna Samogina · Ucrania · 373 pts. |
| Blanco móvil mixto 10 m (equipos) | No realizado                          | No realizado                             | No realizado                           |

## Medallero
| Núm. | País            | Oro | Plata | Bronce | Total |
| ---- | --------------- | --- | ----- | ------ | ----- |
| 1    | Ucrania         | 3   | 2     | 4      | 9     |
| 2    | Rusia           | 2   | 4     | 1      | 7     |
| 3    | República Checa | 2   | 2     | 1      | 5     |
| 4    | Finlandia       | 1   | 1     | 0      | 2     |
| 5    | Suecia          | 1   | 0     | 2      | 3     |
| 6    | Polonia         | 1   | 0     | 0      | 1     |
| 7    | Eslovaquia      | 0   | 1     | 0      | 1     |
| 8    | Alemania        | 0   | 0     | 1      | 1     |
|      | Hungría         | 0   | 0     | 1      | 1     |
|      | TOTAL           | 10  | 10    | 10     | 30    |